# Бенце Надаш
Бенце Надаш (17 квітня 1996 , Будапешт ) — угорський веслувальник на байдарках, срібний призер Олімпійських ігор 2024 року, чемпіон світу та Європи.

## Виступи на Олімпіадах
| Олімпіада  | Дисципліна                    | Місце |
| ---------- | ----------------------------- | ----- |
| Токіо 2020 | байдарки-двійки, 1000 метрів  | 4     |
| Токіо 2020 | байдарки-четвірки, 500 метрів | 7     |
| Париж 2024 | байдарки-двійки, 500 метрів   | 2     |
| Париж 2024 | байдарки-четвірки, 500 метрів | 7     |

## Зовнішні посилання
- Бенце Надаш на сайті International Canoe Federation (англійська)
- Бенце Надаш на сайті Olympics.com (англійська)
- Бенце Надаш на сайті Olympedia (англійська)